# Sweet Dreams (BIGMAMAの曲)
「Sweet Dreams」（スウィート ドリームス）は、BIGMAMAの12枚目のシングル。2014年2月26日にRX-RECORDSよりリリースされた。

## 概要
前作『alongside』から6ヶ月ぶりのリリース。通常盤のみのリリース。カップリングは新曲1曲に加え、カバー曲が2曲収録されている。

## 楽曲解説
Sweet Dreams
表題曲。MVが作られている。
全体的に甘く壮大な曲調に仕上げられている楽曲。バンドの今後を考えたときに「Have a good night sweet dreams」というワードが浮かび、それをバンドでどう表現するか擦り合わせられた。
壁を作らず、スケール感の大きさを意識し、皆で乗れる曲を目指して制作された。
ミュージックビデオは、2本作られており、1つは2013年12月25日に渋谷クラブクアトロで行われたライブ「BIGMAMA"X'mas Special Live 2013」をフィーチャーしたもので、もう1つそれとは別に作られている。
rockin'on.comの田中大は、力強いコーラスに彩られながら高鳴る終盤が猛烈に美しいと語っており、歌詞については「夢追い人が背負わざるを得ない痛み、焦り、苦しみを「生の実感」としてありのままに受け止め、ひたむきに前進する意思を穏やかに表明している」と評価している。
M-ON! MUSICの岡村詩野は、この曲は「笑顔と涙の意味が不明確になっている我々への警鐘」と表現している。
Theater of Mind
「Sweet Dreams」のような美しい楽曲とバランスを取る形で、人の気持ちを高揚させられるような楽曲になっている。
rockin'on.comの田中大は、疾走感あふれ、拳を振り上げる快感を思い出させるサウンドと評している。
Virtual Insanity
Jamiroquaiが1996年に発表した楽曲「Virtual Insanity」のカバー曲。
この曲は金井が初めて買った洋楽CDであるという。
やさしさで溢れるように
JUJUが2009年に発表した楽曲「やさしさで溢れるように」のカバー曲。

## 収録曲
| 全編曲: BIGMAMA。 |                            |                        |              |       |
| #                 | タイトル                   | 作詞                   | 作曲         | 時間  |
| 1.                | 「Sweet Dreams」           | 金井政人               | BIGMAMA      | 4:29  |
| 2.                | 「Theater of Mind」        | 金井政人               | BIGMAMA      | 3:55  |
| 3.                | 「Virtual Insanity」       | Kay, Smith             | Kay, Smith   | 4:20  |
| 4.                | 「やさしさで溢れるように」 | 小倉しんこう・亀田誠治 | 小倉しんこう | 4:33  |
| 合計時間:         | 合計時間:                  | 合計時間:              | 合計時間:    | 17:17 |